# Novechiniscus armadilloides
Genre
Espèce
Synonymes
- Parechiniscus armadilloides Schuster, 1975

Novechiniscus armadilloides, unique représentant du genre Novechiniscus, est une espèce de tardigrades de la famille des Echiniscidae. 

## Distribution
Cette espèce est endémique d'Utah aux États-Unis.

## Publications originales
- Kristensen, 1987 : Generic revision of the Echiniscidae (Heterotardigrada), with a discussion of the origin of the family. Collana U.Z.I. Selected Symposia and Monographs, no 1, p. 261-335.
- Schuster, 1975 : A new species of Parechiniscus from Utah (Tardigrada: Echiniscidae). Memorie dell'Istituto Italiano di Idrobiologia Dott. Marco de Marchi, vol. 32 suppl., p. 333-336.